# ICC U19-Cricket-Weltmeisterschaft 2022
Die ICC U19-Cricket-Weltmeisterschaft 2022 war die 14. Austragung der vom International Cricket Council organisierten Junioren Cricket-Weltmeisterschaft und wurde vom 14. Januar bis 5. Februar in den West Indies ausgetragen. Die U19-Weltmeisterschaft wurde im One-Day International-Format ausgetragen. Im Finale konnte sich Indien gegen England mit 4 Wickets durchsetzen und gewann so seinen fünften Titel.

## Teilnehmer
Die elf besten Mannschaften der ICC U19-Cricket-Weltmeisterschaft 2020 qualifizierten sich direkt für dieses Turnier. Hinzu kamen fünf weitere Qualifikanten, die sich über regionale Qualifikationsturniere qualifizieren konnten. Da Neuseeland auf seine Teilnahme verzichtete, kam mit Schottland ein weiterer Qualifikant hinzu.
| - Afghanistan - Australien - Bangladesch - Kanada | - England - Indien - Irland - Pakistan | - Papua-Neuguinea - Schottland - Simbabwe - Sri Lanka | - Südafrika - Uganda - Ver. Arab. Emirate - West Indies |

## Format
In vier Vorrundengruppen mit jeweils vier Mannschaften spielte jeder gegen jeden, wobei ein Sieg zwei Punkte, ein Unentschieden oder ein No Result einen Punkt einbringt. Es qualifizieren sich die jeweils besten zwei Mannschaften für das Viertelfinale und die beiden Gruppenletzten für die Trostrunde. Die Sieger des Viertelfinales qualifizieren sich für das Halbfinale, die dann die Finalteilnehmer ermittelten. Es werden alle Plätze ausgespielt, so dass insgesamt 48 Spiele stattfinden.

## Vorrunde

### Gruppe A
Tabelle
| Gruppe A           | Sp. | S | N | NR | P | NRR    |
| ------------------ | --- | - | - | -- | - | ------ |
| England            | 3   | 3 | 0 | 0  | 6 | +3.005 |
| Bangladesch        | 3   | 2 | 1 | 0  | 4 | +0.228 |
| Ver. Arab. Emirate | 3   | 1 | 2 | 0  | 2 | –1.493 |
| Kanada             | 3   | 0 | 3 | 0  | 0 | –1.823 |

| 15. Januar Scorecard | Basseterre (CCC) | Ver. Arab. Emirate 284-7 (50)          | – | Kanada 235 (46.4) |
|                      |                  | Ver. Arab. Emirate gewinnt mit 49 Runs |   |                   |

Ver. Arab. Emirate gewann den Münzwurf und entschied sich als Schlagmannschaft zu beginnen. Als Spieler des Spiels wurde Ali Naseer ausgezeichnet.
| 16. Januar Scorecard | Basseterre (WP) | Bangladesch 97 (35.2)         | – | England 98-3 (25.1) |
|                      |                 | England gewinnt mit 7 Wickets |   |                     |

Bangladesch gewann den Münzwurf und entschied sich als Schlagmannschaft zu beginnen. Als Spieler des Spiels wurde Joshua Boyden ausgezeichnet.
| 18. Januar Scorecard | Basseterre (WP) | England 320-7 (50)           | – | Kanada 214 (48.1) |
|                      |                 | England gewinnt mit 106 Runs |   |                   |

Kanda gewann den Münzwurf und entschied sich als Feldmannschaft zu beginnen. Als Spieler des Spiels wurde Tom Prest ausgezeichnet.
| 20. Januar Scorecard | Basseterre (WP) | England 362-6 (50)           | – | Ver. Arab. Emirate 173 (38.2) |
|                      |                 | England gewinnt mit 189 Runs |   |                               |

England gewann den Münzwurf und entschied sich als Schlagmannschaft zu beginnen. Als Spieler des Spiels wurde Tom Prest ausgezeichnet.
| 20. Januar Scorecard | Basseterre (CCC) | Kanada 136 (44.3)                 | – | Bangladesch 142-2 (30.1) |
|                      |                  | Bangladesch gewinnt mit 8 Wickets |   |                          |

Kanada gewann den Münzwurf und entschied sich als Schlagmannschaft zu beginnen. Als Spieler des Spiels wurde SM Meherob ausgezeichnet.
| 22. Januar Scorecard | Basseterre (WP) | Ver. Arab. Emirate 148 (48.1)                  | – | Bangladesch 110-1 (24.5/35) |
|                      |                 | Bangladesch gewinnt mit 9 Wickets (D/L method) |   |                             |

Bangladesch gewann den Münzwurf und entschied sich als Feldmannschaft zu beginnen.

### Gruppe B
Tabelle
| Gruppe B  | Sp. | S | N | NR | P | NRR    |
| --------- | --- | - | - | -- | - | ------ |
| Indien    | 3   | 3 | 0 | 0  | 6 | +3.633 |
| Südafrika | 3   | 2 | 1 | 0  | 4 | +1.558 |
| Irland    | 3   | 1 | 2 | 0  | 2 | –1.959 |
| Uganda    | 3   | 0 | 3 | 0  | 0 | –3.240 |

| 15. Januar Scorecard | Georgetown (PS) | Indien 232 (46.5) | – | Südafrika 187 (45.3) |
|                      |                 |                   |   |                      |

Südafrika gewann den Münzwurf und entschied sich als Feldmannschaft zu beginnen. Als Spieler des Spiels wurde Vicky Ostwal ausgezeichnet.
| 15. Januar Scorecard | Georgetown (ECC) | Irland 236-9 (50)          | – | Uganda 197 (48.1) |
|                      |                  | Irland gewinnt mit 39 Runs |   |                   |

Uganda gewann den Münzwurf und entschied sich als Feldmannschaft zu beginnen. Als Spieler des Spiels wurde Joshua Cox ausgezeichnet.
| 18. Januar Scorecard | Port of Spain | Südafrika 231-9 (50)           | – | Uganda 110 (33.4) |
|                      |               | Südafrika gewinnt mit 121 Runs |   |                   |

Südafrika gewann den Münzwurf und entschied sich als Schlagmannschaft zu beginnen. Als Spieler des Spiels wurde Dewald Brevis ausgezeichnet.
| 19. Januar Scorecard | San Fernando | Indien 307-5 (50)           | – | Irland 133 (39) |
|                      |              | Indien gewinnt mit 174 Runs |   |                 |

Irland gewann den Münzwurf und entschied sich als Feldmannschaft zu beginnen. Als Spieler des Spiels wurde Harnoor Singh ausgezeichnet.
| 21. Januar Scorecard | San Fernando | Südafrika 315-7 (47/47)                     | – | Irland 158 (33/47) |
|                      |              | Südafrika gewinnt mit 153 Runs (D/L method) |   |                    |

Uganda gewann den Münzwurf und entschied sich als Feldmannschaft zu beginnen. Als Spieler des Spiels wurde George Van Heerden ausgezeichnet.
| 22. Januar Scorecard | San Fernando | Indien 405-5 (50)           | – | Uganda 79 (19.4) |
|                      |              | Indien gewinnt mit 326 Runs |   |                  |

Uganda gewann den Münzwurf und entschied sich als Feldmannschaft zu beginnen. Als Spieler des Spiels wurde Raj Bawa ausgezeichnet.

### Gruppe C
Tabelle
| Gruppe C        | Sp. | S | N | NR | P | NRR    |
| --------------- | --- | - | - | -- | - | ------ |
| Pakistan        | 3   | 3 | 0 | 0  | 6 | +2.302 |
| Afghanistan     | 3   | 2 | 1 | 0  | 4 | +1.467 |
| Simbabwe        | 3   | 1 | 2 | 0  | 2 | +0.027 |
| Papua-Neuguinea | 3   | 0 | 3 | 0  | 0 | –3.720 |

| 15. Januar Scorecard | Port of Spain | Simbabwe 321-9 (50)           | – | Papua-Neuguinea 93 (35) |
|                      |               | Simbabwe gewinnt mit 228 Runs |   |                         |

Simbabwe gewann den Münzwurf und entschied sich als Schlagmannschaft zu beginnen. Als Spieler des Spiels wurde Emmanuel Bawa ausgezeichnet.
| 17. Januar Scorecard | Port of Spain | Pakistan 315-9 (50)           | – | Simbabwe 200 (42.4) |
|                      |               | Pakistan gewinnt mit 115 Runs |   |                     |

Simbabwe gewann den Münzwurf und entschied sich als Feldmannschaft zu beginnen. Als Spieler des Spiels wurde Haseebullah Khan ausgezeichnet.
| 18. Januar Scorecard | Diego Martin | Afghanistan 200 (38.2) | – | Papua-Neuguinea 65 (20.5) |
|                      |              |                        |   |                           |

Afghanistan gewann den Münzwurf und entschied sich als Schlagmannschaft zu beginnen. Als Spieler des Spiels wurde Suliman Safi ausgezeichnet.
| 20. Januar Scorecard | San Fernando | Pakistan 239-9 (50)          | – | Afghanistan 215-9 (50) |
|                      |              | Pakistan gewinnt mit 24 Runs |   |                        |

Pakistan gewann den Münzwurf und entschied sich als Schlagmannschaft zu beginnen. Als Spieler des Spiels wurde Maaz Sadaqat ausgezeichnet.
| 22. Januar Scorecard | Port of Spain | Papua-Neuguinea 50 (22.4)      | – | Pakistan 51-1 (12) |
|                      |               | Pakistan gewinnt mit 9 Wickets |   |                    |

Papua-Neuguinea gewann den Münzwurf und entschied sich als Schlagmannschaft zu beginnen. Als Spieler des Spiels wurde Muhammad Shehzad ausgezeichnet.
| 22. Januar Scorecard | Diego Martin | Afghanistan 261-6 (50)           | – | Simbabwe 152 (36.4) |
|                      |              | Afghanistan gewinnt mit 109 Runs |   |                     |

Afghanistan gewann den Münzwurf und entschied sich als Schlagmannschaft zu beginnen.

### Gruppe D
Tabelle
| Gruppe D    | Sp. | S | N | NR | P | NRR    |
| ----------- | --- | - | - | -- | - | ------ |
| Sri Lanka   | 3   | 3 | 0 | 0  | 6 | +0.753 |
| Australien  | 3   | 2 | 1 | 0  | 4 | +0.096 |
| West Indies | 3   | 1 | 2 | 0  | 2 | +0.699 |
| Schottland  | 3   | 0 | 3 | 0  | 0 | –1.666 |

| 15. Januar Scorecard | Georgetown (PS) | West Indies 169 (40.1)           | – | Australien 170-4 (44.5) |
|                      |                 | Australien gewinnt mit 6 Wickets |   |                         |

West Indies gewann den Münzwurf und entschied sich als Schlagmannschaft zu beginnen. Als Spieler des Spiels wurde Teague Wyllie ausgezeichnet.
| 15. Januar Scorecard | Georgetown (ECC) | Sri Lanka 218 (45.2)          | – | Schottland 178 (48.4) |
|                      |                  | Sri Lanka gewinnt mit 40 Runs |   |                       |

Sri Lanka gewann den Münzwurf und entschied sich als Schlagmannschaft zu beginnen. Als Spieler des Spiels wurde Dunith Wellalage ausgezeichnet.
| 17. Januar Scorecard | Basseterre (WP) | Schottland 95 (35.1)              | – | West Indies 96-3 (19.4) |
|                      |                 | West Indies gewinnt mit 7 Wickets |   |                         |

West Indies gewann den Münzwurf und entschied sich als Feldmannschaft zu beginnen. Als Spieler des Spiels wurde Shiva Sankar ausgezeichnet.
| 17. Januar Scorecard | Basseterre (CCC) | Australien 175 (50)             | – | Sri Lanka 177-6 (37) |
|                      |                  | Sri Lanka gewinnt mit 4 Wickets |   |                      |

West Indies gewann den Münzwurf und entschied sich als Feldmannschaft zu beginnen. Als Spieler des Spiels wurde Dunith Wellalage ausgezeichnet.
| 19. Januar Scorecard | Basseterre (CCC) | Schottland 236-8 (50)            | – | Australien 240-3 (39.5) |
|                      |                  | Australien gewinnt mit 7 Wickets |   |                         |

Australien gewann den Münzwurf und entschied sich als Feldmannschaft zu beginnen. Als Spieler des Spiels wurde Teague Wyllie ausgezeichnet.
| 21. Januar Scorecard | Basseterre (CCC) | West Indies 250-9 (50)          | – | Sri Lanka 251-7 (48.2) |
|                      |                  | Sri Lanka gewinnt mit 3 Wickets |   |                        |

Sri Lanka gewann den Münzwurf und entschied sich als Feldmannschaft zu beginnen. Als Spieler des Spiels wurde Sadisha Rajapaksa ausgezeichnet.

## Hauptrunde

### Viertelfinale
| 26. Januar Scorecard | St. John’s | Südafrika 209 (43.4)          | – | England 212-4 (31.2) |
|                      |            | England gewinnt mit 6 Wickets |   |                      |

Südafrika gewann den Münzwurf und entschied sich als Schlagmannschaft zu beginnen. Als Spieler des Spiels wurde Jacob Bethell ausgezeichnet.
| 27. Januar Scorecard | St. George | Afghanistan 134 (47.1)         | – | Sri Lanka 130 (46) |
|                      |            | Afghanistan gewinnt mit 4 Runs |   |                    |

Sri Lanka gewann den Münzwurf und entschied sich als Feldmannschaft zu beginnen. Als Spieler des Spiels wurde Noor Ahmad ausgezeichnet.
| 28. Januar Scorecard | St. John’s | Australien 276-7 (50)           | – | Pakistan 157 (35.1) |
|                      |            | Australien gewinnt mit 119 Runs |   |                     |

Pakistan gewann den Münzwurf und entschied sich als Feldmannschaft zu beginnen. Als Spieler des Spiels wurde Teague Wyllie ausgezeichnet.
| 29. Januar Scorecard | St. George | Bangladesch 111 (37.1)       | – | Indien 117-5 (30.5) |
|                      |            | Indien gewinnt mit 5 Wickets |   |                     |

Indien gewann den Münzwurf und entschied sich als Feldmannschaft zu beginnen. Als Spieler des Spiels wurde Ravi Kumar ausgezeichnet.

### Halbfinale
| 1. Februar Scorecard | St. John’s | England 231-6 (47/47)                    | – | Afghanistan 215-9 (47/47) |
|                      |            | England gewinnt mit 15 Runs (D/L method) |   |                           |

England gewann den Münzwurf und entschied sich als Schlagmannschaft zu beginnen. Als Spieler des Spiels wurde George Bell ausgezeichnet.
| 2. Februar Scorecard | St. George | Indien 290-5 (50)          | – | Australien 194 (41.5) |
|                      |            | Indien gewinnt mit 96 Runs |   |                       |

Indien gewann den Münzwurf und entschied sich als Schlagmannschaft zu beginnen. Als Spieler des Spiels wurde Yash Dhull ausgezeichnet.

### Halbfinale für 5. bis 8. Platz
| 30. Januar Scorecard | St. George | Sri Lanka 232-6 (50)          | – | Südafrika 167 (37.3) |
|                      |            | Sri Lanka gewinnt mit 65 Runs |   |                      |

Sri Lanka gewann den Münzwurf und entschied sich als Schlagmannschaft zu beginnen. Als Spieler des Spiels wurde Dunith Wellalage ausgezeichnet.
| 31. Januar Scorecard | St. John’s | Bangladesch 175 (49.2)         | – | Pakistan 176-4 (46.3) |
|                      |            | Pakistan gewinnt mit 6 Wickets |   |                       |

Bangladesch gewann den Münzwurf und entschied sich als Schlagmannschaft zu beginnen. Als Spieler des Spiels wurde Ariful Islam ausgezeichnet.

### Spiel um den 7. Platz
| 3. Februar Scorecard | St. George | Bangladesch 293-8 (50)          | – | Südafrika 298-8 (48.5) |
|                      |            | Südafrika gewinnt mit 2 Wickets |   |                        |

Bangladesch gewann den Münzwurf und entschied sich als Schlagmannschaft zu beginnen. Als Spieler des Spiels wurde Dewald Brevis ausgezeichnet.

### Spiel um den 5. Platz
| 3. Februar Scorecard | St. John’s | Pakistan 365-3 (50)           | – | Sri Lanka 127 (34.2) |
|                      |            | Pakistan gewinnt mit 238 Runs |   |                      |

Sri Lanka gewann den Münzwurf und entschied sich als Feldmannschaft zu beginnen. Als Spieler des Spiels wurde Qasim Akram ausgezeichnet.

### Spiel um den 3. Platz
| 4. Februar Scorecard | St. George | Afghanistan 201 (49.2)           | – | Australien 202-8 (49.1) |
|                      |            | Australien gewinnt mit 2 Wickets |   |                         |

Afghanistan gewann den Münzwurf und entschied sich als Schlagmannschaft zu beginnen. Als Spieler des Spiels wurde Nivethan Radhakrishnan ausgezeichnet.

### Finale
| 5. Februar Scorecard | St. John’s | England 189 (44.5)           | – | Indien 195-6 (47.4) |
|                      |            | Indien gewinnt mit 4 Wickets |   |                     |

England gewann den Münzwurf und entschied sich als Schlagmannschaft zu beginnen. Als Spieler des Spiels wurde Raj Bawa ausgezeichnet.

## Trostrunde

### Trostrundenviertelfinale
| 25. Januar Scorecard | Port of Spain | Uganda 123 (38.1)                       | – | Ver. Arab. Emirate 127-9 (40.3) |
|                      |               | Ver. Arab. Emirate gewinnt mit 1 Wicket |   |                                 |

Uganda gewann den Münzwurf und entschied sich als Schlagmannschaft zu beginnen. Als Spieler des Spiels wurde Adithya Shetty ausgezeichnet.
| 25. Januar Scorecard | San Fernando | Irland 179 (43.4)          | – | Kanada 85 (29.2) |
|                      |              | Irland gewinnt mit 94 Runs |   |                  |

Kanada gewann den Münzwurf und entschied sich als Schlagmannschaft zu beginnen. Als Spieler des Spiels wurde Philippus le Roux ausgezeichnet.
| 26. Januar Scorecard | Port of Spain | Simbabwe 248 (49.5)           | – | Schottland 140 (39) |
|                      |               | Simbabwe gewinnt mit 108 Runs |   |                     |

Simbabwe gewann den Münzwurf und entschied sich als Schlagmannschaft zu beginnen. Als Spieler des Spiels wurde Brian Bennett ausgezeichnet.
| 26. Januar Scorecard | Diego Martin | West Indies 317-6 (50)           | – | Papua-Neuguinea 148 (37.4) |
|                      |              | West Indies gewinnt mit 169 Runs |   |                            |

Papua-Neuguinea gewann den Münzwurf und entschied sich als Feldmannschaft zu beginnen. Als Spieler des Spiels wurde Matthew Nandu ausgezeichnet.

### Halbfinale für den 9. bis 12. Platz
| 28. Januar Scorecard | Port of Spain | Ver. Arab. Emirate 224-9 (50)          | – | West Indies 142 (39.4) |
|                      |               | Ver. Arab. Emirate gewinnt mit 82 Runs |   |                        |

Vereinigte Arabische Emirate gewann den Münzwurf und entschied sich als Schlagmannschaft zu beginnen.
| 29. Januar Scorecard | Port of Spain | Simbabwe 166 (48.4)          | – | Irland 169-2 (32) |
|                      |               | Irland gewinnt mit 8 Wickets |   |                   |

Simbabwe gewann den Münzwurf und entschied sich als Schlagmannschaft zu beginnen.

### Halbfinale für 13. bis 16. Platz
| 28. Januar Scorecard | Diego Martin | Uganda 123 (28)            | – | Papua-Neuguinea 88 (19.3) |
|                      |              | Uganda gewinnt mit 35 Runs |   |                           |

Uganda gewann den Münzwurf und entschied sich als Schlagmannschaft zu beginnen. Als Spieler des Spiels wurde John Kariko ausgezeichnet.
| 29. Januar Scorecard | San Fernando | Kanada         | – | Schottland |
|                      |              | Spiel abgesagt |   |            |

Nach mehreren SARS-CoV-2-Fällen im kanadischen Team wurde das Spiel abgesagt und für Schottland gewertet.

### Spiel um den 15. Platz
| 30. Januar Scorecard | San Fernando | Kanada         | – | Papua-Neuguinea |
|                      |              | Spiel abgesagt |   |                 |

Auch dieses Spiel wurde auf Grund der Infektionsfälle im kanadischen Team abgesagt.

### Spiel um den 13. Platz
| 30. Januar Scorecard | Diego Martin | Uganda 226 (35.4)          | – | Schottland 170 (32.3/36) |
|                      |              | Uganda gewinnt mit 51 Runs |   |                          |

Uganda gewann den Münzwurf und entschied sich als Schlagmannschaft zu beginnen. Als Spieler des Spiels wurde Juma Miyaji ausgezeichnet.

### Spiel um den 11. Platz
| 31. Januar Scorecard | Diego Martin | Simbabwe 256-4 (50)               | – | West Indies 262-2 (49.2) |
|                      |              | West Indies gewinnt mit 8 Wickets |   |                          |

Simbabwe gewann den Münzwurf und entschied sich als Schlagmannschaft zu beginnen. Als Spieler des Spiels wurde Teddy Bishop ausgezeichnet.

### Trostrundenfinale
| 31. Januar Scorecard | Port of Spain | Irland 122 (45.3)                        | – | Ver. Arab. Emirate 128-2 (26) |
|                      |               | Ver. Arab. Emirate gewinnt mit 8 Wickets |   |                               |

Irland gewann den Münzwurf und entschied sich als Schlagmannschaft zu beginnen. Als Spieler des Spiels wurde Dhruv Parashar ausgezeichnet.

## Abschlussrangliste
| Pl. | Team               |
| --- | ------------------ |
| 1   | Indien             |
| 2   | England            |
| 3   | Australien         |
| 4   | Afghanistan        |
| 5   | Pakistan           |
| 6   | Sri Lanka          |
| 7   | Südafrika          |
| 8   | Bangladesch        |
| 9   | Ver. Arab. Emirate |
| 10  | Irland             |
| 11  | West Indies        |
| 12  | Simbabwe           |
| 13  | Uganda             |
| 14  | Schottland         |
| 15  | Papua-Neuguinea    |
| 16  | Kanada             |